# Władysław Miazio
Władysław Miazio (ur. 3 maja 1900 w Warszawie, zm. 18 listopada 1972) – polski zapaśnik, trener zapasów i podnoszenia ciężarów. Jego wychowankowie zdobywali tytuły mistrzów i wicemistrzów Polski w zapasach.

## Życiorys
Był działaczem Polskiego Towarzystwa Atletycznego. Założył sekcję zapaśniczą w Świcie przy KS Polska YMCA. W okresie okupacji jako palacz w Banku Powszechnym w Warszawie w podziemiach kotłowni zorganizował treningi dla młodzieży w zapasach i podnoszeniu ciężarów.
W 1945 roku przeniósł się do Radomia, gdzie w 1948 roku założył sekcję zapaśniczą Radomiaka (jednocześnie trenowano w niej podnoszenie ciężarów). Już w roku założenia jego sekcja liczyła 38 czynnych zawodników, występujących w krajowych rozgrywkach. W województwie kieleckim zorganizował kolejne sekcje. Po latach pracy Polski Związek Atletyczny powierzył mu przygotowanie reprezentacji Polski do występów międzynarodowych. W 1952 roku został powołany przez Zrzeszenie Sportowe Włókniarz na trenera reprezentacji zrzeszeń sportowych. W latach 1956–58 był przewodniczącym Sekcji Atletyki WKKF w Kielcach.
Został odznaczonych przez Radę Państwa Złotym Krzyżem Zasługi. Uhonorowany również Złotą Odznaką Polskiego Związku Zapaśniczego oraz Medalem XX-lecia Polskiej Rzeczypospolitej Ludowej.
Od 1972 roku w Radomiu rozgrywany jest Międzynarodowy Memoriał Władysława Miazia.